# Bretsch
Bretsch is een plaats en voormalige gemeente in de Duitse deelstaat Saksen-Anhalt, en maakt deel uit van de Landkreis Stendal.
Bretsch telt 642 inwoners.